# Jesús Silva González
Jesús César Silva González, más conocido como Suso Clown o Suso Silva, (Orense, 1962) es un artista de circo, humorista, director y empresario circense español, que en 2003 recibió el Premio Nacional de Circo otorgado por Ministerio de Cultura de España, y que desde 2007 dirige el Circo de los horrores.

## Trayectoria
Sobrino del padre Jesús Silva Méndez, fundador del Circo de los Muchachos y de Manuel Feijoo, empresario circense español del siglo XX. Con 8 años empezó a actuar y a participar en las giras del Circo de los Muchachos, donde cursó el bachillerato superior en artes acrobáticas y circenses. A los 18 años empezó estudios en el Instituto del Teatro en Barcelona, dónde se graduó en la especialidad de mimo y pantomima. También realizó cursos de bufón con Philipe Golier, en París y de patinaje artístico teatral con el profesor Greco.
Inició su carrera artística como cómico e intérprete de pantomima en la versión de mimo, que después se convertiría en un concepto de mimo-cómico chaplinesco, eliminando la palabra y los gestos con sonido. En 1986 creó junto a sus hermanos, la compañía Os Paxaros, en la que producía obras bajo la corriente de nuevo circo, una mezcla de circo con teatro.
A partir de 1994 pasó a formar parte del elenco de los principales circos españoles y europeos, entre los que destacan el Circo Mundial, Circo del Arte de Emilio Aragón, entre otros; con los que realizó giras por distintas ciudades del mundo. También trabajó con el payaso español, Charlie Rivel. En 2003, mientras vivía en Bristol, actuó en Spirit of the horse.
Años después, en 2007 creó el Circo de los horrores, de la cual es director. En esta etapa, sus espectáculos se caracterizan por ser interactivos con el público, estar basados en el género de terror con mezcla de humor y diferentes artes escénicas, entre los que se encuentran; Psicosis, la trilogía: Circo de los horrores, Manicomio y Cabaret Maldito o Apocalipsis.
En 2019, dirigió Circo Mágico y en las navidades de ese mismo año, Circo de Hielo 2. En 2021, también dirigió Clowns, un espectáculo en el que participan 5 de payasos, los españoles Fulgenci Mestre «Gensi», Luigi Belui, Isabel López «Isa Belui», el ucraniano Housch Ma-Housch y el italiano Davis Vassallo.
Sus obras han estado de gira por España y otros países de Europa y América.

## Premios y reconocimientos
En 2003, el Ministerio de Cultura de España otorgó a Silva el Premio Nacional de Circo, galardón que se entrega anualmente a un artista de circo con destacada trayectoria.

## Rechazo a jurado del Premio Nacional de Circo 2021
Silva rechazó la invitación a formar parte del jurado del Premio Nacional de Circo de 2021, en señal de protesta y en apoyo a una parte del sector circense que reclamaba una composición más justa y equitativa de los miembros del jurado en las que se incluyera a los profesionales del circo de carpa. Para comunicarlo, el 21 de octubre de 2021, lanzó una carta abierta al Ministro de Cultura Miquel Iceta, que también suscribieron otros 20 artistas del circo español.